# Sex Pistols (manga)
Sex Pistols (セックス・ピストルズ Sekkusu Pisutoruzu?) es una serie de manga de género yaoi escrita e ilustrada por Tarako Kotobuki. Fue originalmente serializada por la editorial Biblos desde 2004 a 2006; tras el quiebre de Biblos la serie fue entonces serializada por Libre Publishing. Sex Pistols fue licenciada para su publicación en Estados Unidos por el sello Blu Print de Tokyopop, mientras que actualmente es publicada bajo el sello BL de Viz Media, SuBLime Manga. Geneon ha lanzado una serie de cuatro CD dramas entre el 27 de noviembre de 2004 y el 25 de abril de 2008. Una adaptación a OVA de dos episodios fue estrenada el 26 de marzo de 2010.

## Argumento
El 30% de los humanos de la Tierra no descienden de simios, sino de otros animales (estos individuos son conocidos como "Zoomans"), y pueden cruzarse con humanos y otros Zoomans machos mediante el uso de un dispositivo especial. Norio Tsuburaya es un estudiante aparentemente normal de secundaria que sufre un accidente que casi lo lleva a la muerte. Tras despertar en el hospital, descubre que ahora solo puede ver a las personas en forma de animales, en su mayoría monos, quienes además comienzan a acosarlo sexualmente. Al intentar escapar de estos, tropieza con un hombre llamado Kunimasa Madarame, el vástago de la familia Madarame, quien después de olfatearlo trata tener relaciones con él, un acto que afortunadamente para Norio no llegó a completarse. Al día siguiente, Kunimasa aparece en la casa de Norio, se presenta a sí mismo como un senpai que tiene que devolverle un objeto perdido y le explica lo que está sucediendo.

## Personajes

### Principales
Norio Tsuburaya (円谷 ノリ夫 Tsuburaya Norio?)
Voz por: Chihiro Suzuki (CD dramas), Hiro Shimono (OVAs)
El personaje principal de la historia, un estudiante de secundaria que no parece tener idea sobre su ascendencia animal gatuna y tiene problemas para ocultar su aroma corporal. Ama a Kunimasa y tiende a hacer cosas estúpidas, por las cuales se disculpa más adelante. Tras sufrir un accidente que casi acaba con su vida, comienza a ver a las personas en forma de animales.
Kunimasa Madarame (熊樫 照彦 Madarame Kunimasa?)
Voz por: Kiyoyuki Yanada (CD dramas), Yoshihisa Kawahara (OVAs)
Un nekomata madararui (jaguar), estoico y vanidoso, pero cuyos sus sentimientos hacia Norio son de amor genuino. Es el medio hermano menor de Yonekuni, con quien comparte la misma madre pero tienen padres diferentes. Su madre trató de hacer que se aparease con otro gato al encender un incienso que lo hizo entrar en una espiral de "aparearse".
Yonekuni Madarame (熊樫 国政 Madarame Yonekuni?)
Voz por: Takehito Koyasu (CD dramas), Tomokazu Sugita (OVAs)
Es el medio hermano mayor de Kunimasa, mitad serpiente y mitad cocodrilo. Posee un odio extremo hacia todas las criaturas masculinas con la excepción de sí mismo y Shiro Fujiwara, de quien "se hace amigo", aunque le trata casi de la misma manera fría que a los demás.
Shiro Fujiwara (藤原 しろ Fujiwara Shiro?)
Voz por: Daisuke Hirakawa (CD dramas), Wataru Hatano (OVAs)

## Media

### Manga
Biblos publicó cinco volúmenes tankōbon de la serie entre el 10 de enero de 2004 y el 9 de diciembre de 2006. Tas el quiebre de Biblos, todos sus activos pasaron a Libre Publishing, compañía que publicó cuatro volúmenes en formato kanzenban entre el 1 de junio de 2007 y el 1 de septiembre de 2007. En diciembre de 2009, fue publicado un nuevo capítulo en la revista B-Boy, ahora propiedad de Libre. La editora americana Tokyopop lanzó el quinto volumen del manga en Estados Unidos entre enero de 2007 y mayo de 2008. En el lanzamiento en inglés, el título fue renombrado como Love Pistols para evitar cualquier problema legal con la banda homónima. Viz Media adquirió los derechos del manga y ha lanzado dos volúmenes, el primero el 21 de enero de 2012, y el segundo el 29 de febrero de 2012.

### CD dramas
Geneon ha lanzado una serie de cuatro CD dramas del manga. El elenco principal se compone de Hiroki Takahashi, Jūrōta Kosugi, Sayaka Ohara, Kentarō Itō, Kōji Yusa y Naoki Bandoō. El primer CD fue lanzado el 27 de noviembre de 2004, mientras que el segundo lo fue el 26 de marzo de 2005. El tercero fue lanzado el 24 de febrero de 2006, mientras que el cuarto y último fue lanzado el 25 de abril de 2008.

### OVAs
El manga fue adaptado a un OVA de dos partes. El primer episodio salió a la venta en marzo de 2010 y el segundo a principios de 2011.